# Entodon nanoclimacium
Entodon nanoclimacium är en bladmossart som beskrevs av C. Müller 1897. Entodon nanoclimacium ingår i släktet Entodon och familjen Entodontaceae. Inga underarter finns listade i Catalogue of Life.